# 阿普萨萨
阿普萨萨，（1986年6月12日—），独龙族，雲南貢山人，中國歌手，2012年中国红歌会》总冠军，同年12月代表江西卫视参加中央电视台《直通春晚》获得全国季军，同年和平安、许艺娜一同上中央电视台春节联欢晚会，从而备受媒体关注。

## 主要经历
- 1986年，出生于云南省怒江州贡山县捧打乡永拉嘎村一个普通独龙族农民家庭；
- 2007-2009年，在上海音乐学院声乐系进修；
- 2010年，任怒江州音乐协会秘书长、团中央第十七次全国代表大会代表、云南省政协第十一届委员会委员；
- 2012年，参加江西卫视《中国红歌会》获得全国总冠军[1]，同年12月代表江西卫视参加中央电视台《直通春晚》最后成功PK掉《中国好声音》人气歌手金池[2]获得全国季军，同年和平安、许艺娜一同上中央电视台春节联欢晚会[3][4]，成为全国共7千多人独龙族中唯一一个音乐人[5]；
- 2013年，在中国音乐学院进修声乐。

## 音乐作品
- 《庆丰收》